# 시로마 미루
시로마 미루(白間 美瑠, 1997년 10월 14일 ~ )는 일본의 아이돌이며, 여성 아이돌 그룹 전 NMB48 멤버, 전 AKB48 팀A 멤버이다. 오사카부 출신.

## 내력
2010년
- 9월 20일, 《NMB48 오프닝 멤버 오디션》에 합격(응모 총수 7256명, 최종 합격자 26명).
- 10월 9일, 《Visit Zoo 캠페인 응원 프로젝트 AKB48 도쿄 가을 축제 supported by NTT 플라라》에서 NMB48 제1기 연구생 26명 중 1명으로서 공개되어, 활동을 개시한다.

2011년
- 1월 1일, 오사카시 난바의 NMB48 극장에서, 《NMB48 1기생 〈누군가를 위해서〉》 공연을 개시, 선발 멤버 16명 중 1명으로서 극장 공연 데뷔를 한다.
- 3월 10일, NMB48 제1기 연구생 25명에서 16명 중 1명으로서 팀N 멤버로 선출된다.

2014년
- 2월 24일, Zepp DiverCity에서 개최된 《AKB48 그룹 대조각 축제》에서, 팀M으로 이동하는 것이 발표되었다[1].
- 4월 22일, 팀M으로 이동.
- 5월부터 6월에 걸쳐 실시된 《AKB48 37th 싱글 선발 총선거》에서는 43위로, 넥스트 걸즈에 선출되었다[2].
- NMB48 10th 싱글 らしくない에 센터로 발탁된다.

2015년
- 3월 26일, 사이타마 슈퍼 아레나에서 개최된 《AKB48 봄의 단독 콘서트 ~차기 총감독 아직 수행중~》에서, 팀A의 겸임이 발표되었다.
- 5월부터 6월에 걸쳐 실시된 《AKB48 41st 싱글 선발 총선거》에서는 34위로, 넥스트 걸즈에 선출되었다[3].

2018년
- 프로듀스48에 출연하였다.

2019년
- AKB48의 56번째 싱글 서스테이너블에서 1열에 선발되었다.

2021년
- 8월 31일, NMB48를 졸업.

2022년
- 1월 14일, 유니버설 뮤직 재팬에서 솔로 가수 데뷔를 한다고 발표했다[4].

## 인물
- 좋아하는 음식은 초콜릿, 카레라이스, 라멘[5].
- 형제자매로는 4살 위의 언니가 1명, 6살 어린 남동생이 1명 있다[6].

### NMB48 관련
- Google+에서 AKB48 그룹의 동아리 활동에서는 연극부에 소속되어 있다[7].
- AKB48 팀A 이리야마 안나와 친하다.

## NMB48에서의 참가곡

### 싱글 CD 선발곡
NMB48 명의
- 絶滅黒髪少女 / 절멸 흑발 소녀
  - 青春のラップタイム / 청춘의 랩타임
  - 待ってました、新学期 / 기다렸어요, 신학기 - 홍조 명의
  - 三日月の背中 / 초승달 등
- オーマイガー! / 오 마이 갓!
  - 僕は待ってる / 나는 기다리고 있어
  - 捕食者たちよ / 포식자들이여 - 홍조 명의
  - 嘘の天秤 / 거짓말의 천칭 - NMB 세븐 명의
- 純情U-19 / 순정 U-19
  - 右へ曲がれ! / 오른쪽으로 돌아! - 홍조 명의
- ナギイチ / 해변 제일
  - 僕がもう少し大胆なら / 내가 좀 더 대담하다면 - 홍조 명의
- ヴァージニティー / 버지니티
  - 妄想ガールフレンド / 망상 걸프렌드
- 北川謙二 / 키타가와 켄지
- 僕らのユリイカ / 우리의 유레카
  - 届かなそうで届くもの / 닿지 않을 듯 닿는 것
  - ひな壇では僕の魅力は生きないんだ / 히나단에선 내 매력은 살지 않는다 - 남바 철포대 기지 삼 명의
- カモネギックス / 카모네긱스
- 高嶺の林檎 / 높은 산봉우리의 사과
  - 山へ行こう / 산에 가자 - 남바 철포대 기지 오 명의
- らしくない / 답지 않아
  - 右にしてるリング / 오른쪽에 끼고 있는 링 - 팀M 명의
- Don't look back!
  - 卒業旅行 / 졸업 여행
  - ハート、叫ぶ。 / 하트, 외치다. - 팀M 명의
- ドリアン少年 / 두리안 소년
  - 僕だけのSecret time / 나만의 Secret time - 팀M 명의

AKB48 명의
- 〈ギンガムチェック 깅엄 체크〉에 수록
  - あの日の風鈴 / 그 날의 풍경 - 웨이팅 걸즈 명의
- 〈永遠プレッシャー 영원 프레셔〉에 수록
  - HA! - NMB48 명의
- 〈鈴懸の木の道で「君の微笑みを夢に見る」と言ってしまったら僕たちの関係はどう変わってしまうのか、僕なりに何日か考えた上でのやや気恥ずかしい結論のようなもの 플라타너스 나무가 서 있는 길에서 「네 미소가 꿈에 나왔어」라고 말해버린다면 우리들의 관계는 어떻게 변하는 걸까, 나 나름대로 며칠이고 생각해본 후의 조금 부끄러운 결론처럼〉에 수록
  - 君と出会って僕は変わった / 너와 만나 난 변했다 - NMB48 명의
- 〈前しか向かねえ 앞 밖에 보지 않아〉에 수록
  - 昨日よりもっと好き / 어제보다 더 좋아해 - Smiling Lions 명의
- 〈心のプラカード 마음의 플래카드〉에 수록
  - ひと夏の反抗期 / 어느 여름날의 반항기 - 넥스트 걸즈 명의
- 望的リフレイン / 희망적 리프레인
- 〈Green Flash〉에 수록
  - ヤンキーロック / 양키 록
  - パンキッシュ / 펑키시 - NMB48 명의
- 〈ハロウィン・ナイト 할로윈 나이트〉에 수록
  - 水の中の伝導率 / 물 속의 전도율 - 넥스트 걸즈 명의

### 앨범 선발곡
NMB48 명의
- 《てっぺんとったんで! 텟펜 먹었어!》에 수록
  - てっぺんとったんで! / 텟펜 먹었어!
  - 12月31日 / 12월 31일
  - Lily - 팀N 명의
  - なめくじハート / 달팽이 하트 - 초 아이돌 선발 명의
- 《世界の中心は大阪や ～なんば自治区～ 세계의 중심은 오사카야 ~남바 자치구~》에 수록
  - イビサガール / 이비사걸
  - “生徒手帳の写真は気に入っていない”の法則 / “학생 수첩의 사진은 마음에 들지 않아” 법칙
  - 夏の催眠術 / 여름의 최면술 - 팀M 명의
  - ピーク / 피크

AKB48 명의
- 《ここがロドスだ、ここで跳べ! 여기가 로도스다, 여기서 뛰어라!》에 수록
  - ここがロドスだ、ここで跳べ! / 여기가 로도스다, 여기서 뛰어라!

### 극장 공연 유닛곡
팀N 1st Stage 〈누군가를 위해서〉 공연
- 投げキッスで撃ち落せ! / 키스를 날려 쓰러뜨리자!
- 制服が邪魔をする / 교복이 방해를 해

팀N 2nd Stage 〈청춘 걸즈〉 공연
- 雨の動物園 / 비 오는 동물원
- ふしだらな夏 / 흐트러진 여름

팀N 3rd Stage 〈여기라도 천사는 있다〉 공연
- おNEWの上履き
- 初めての星 / 처음의 별
- 100年先でも / 100년 후에도

팀M 2nd Stage 〈RESET〉 공연
- 逆転王子様 / 역전 왕자님

## 작품

### 싱글
| 순서                   | 발매일                 | 타이틀                 | 최고 주간 순위         | 판매형태               | 상품코드               | 비고                   |                        |
| 유니버설 시그마 레이블 | 유니버설 시그마 레이블 | 유니버설 시그마 레이블 | 유니버설 시그마 레이블 | 유니버설 시그마 레이블 | 유니버설 시그마 레이블 | 유니버설 시그마 레이블 | 유니버설 시그마 레이블 |
| ---------------------- | ---------------------- | ---------------------- | ---------------------- | ---------------------- | ---------------------- | ---------------------- | ---------------------- |
| 1                      | 2022년 7월 6일         | Shine Bright           | 13위                   | CD CD+DVD              | UMCK-5714 UMCK-7166    | 통상반 초회한정반      |                        |
| 2                      | 2022년 11월 30일       | MELTY                  | 28위                   | CD CD+DVD              | UMCK-5721 UMCK-7186    | 통상반 초회한정반      |                        |